# Експліцитна пам'ять
Експліцитна пам'ять (від лат. explicitus — «розгорнутий, розкритий») або декларативна пам'ять — тип пам'яті, при якому наявний досвід або інформація актуалізується довільно і свідомо.
Люди використовують експліцитную пам'ять протягом дня, наприклад, згадуючи момент зустрічі або згадуючи подію з минулого. Експліцитная пам'ять передбачає усвідомлене згадування, порівняно з імпліцитною пам'яттю, яка є несвідомим, ненавмисним типом пам'яті. Актуалізація конкретного уроку водіння — приклад експліцитної пам'яті, а підвищення водійської майстерності в результаті уроку є прикладом імпліцитної пам'яті.

## Історія
Дослідження декларативної пам'яті почалося в 1930-ті роки радянським фізіологом І. С. Бериташвили. Терміну «декларативна пам'ять» тоді ще не було, тому він називав її «образною» пам'яттю, і саме «образна пам'ять» займала провідне місце в його концепції нервово-психічної діяльності. Для вивчення даного виду пам'яті він проводив експерименти з тваринами. Собаці показували щось їстівне і ховали за одну з ширм (в лабораторії їх було кілька), після чого слідувала деяка затримка, протягом якої собака чекала, поки не відкриється доступ до ширми, за якою захована їжа. Досвід повторювали, ховаючи їжу і за іншими ширмами. Він же встановив мозковий субстрат образної пам'яті — видаляючи неокортекс у кішок і собак, він виявив, що їх образна пам'ять повністю зникала.
Однак самі терміни «декларативна» і «процедурна» пам'ять у 1980-х роках ввели Л. Сквайр і Н. Коен, вивчаючи пацієнтів з амнезією. Вони спостерігали за пацієнтами з корсаківським синдромом з антероградної амнезією і пацієнтів, які отримували конвульсійні електрошокові впливи. Досліджувані пацієнти могли набувати і зберігати навик дзеркального читання, однак не могли запам'ятати і пригадати слова, які щойно прочитали.

## Підсистеми експліцитної пам'яті
Експліцитну пам'ять також називають декларативною. Декларативна пам'ять включає в себе запам'ятовування подій, слів, осіб і т. ін., і оскільки її зміст може бути «декларовано» (звідси і назва), вона вважається усвідомленою, тобто експліцитною. Декларативна пам'ять включає в себе 2 підсистеми:
- епізодичну пам'ять — складається зі спогадів про події в житті людини. Це можуть бути спогади, які сталися безпосередньо з суб'єктом чи просто спогади про події, які відбувалися навколо нього. Епізодична пам'ять дозволяє здійснювати ментальні «подорожі в часі» — спираючись на різні контекстуальні та ситуативні деталі з попереднього досвіду.[1]

- семантичну пам'ять — стосується загальних світових знань (факти, ідеї, смисли, поняття), які можуть бути сформульовані.[4] Семантична пам'ять, на відміну від епізодичної пам'яті, яка складається зі спогадів про досвід і конкретні події, що відбуваються протягом нашого життя, може бути відтворена в будь-який момент.[5] Наприклад, семантична пам'ять може містити інформацію про те, що з себе представляє собака, тоді як епізодична пам'ять може містити певний спогад про приручення конкретної собаки. Найчастіше людина дізнається про щось нове, застосовуючи знання, отримані в минулому.[6]

## Кодування і відтворення
Кодування експліцитної пам'яті залежить від стимульованої низхідної обробки, в якій суб'єкт реорганізовує дані для зберігання. Суб'єкт створює асоціації з раніше пов'язаними подразниками і переживаннями. Наступне згадування інформації, таким чином, значною мірою залежить від того, яким способом спочатку була оброблена інформація.. Чим глибше людина аналізує навколишні явища, тим більш деталізований і глибокий слід залишається у неї в пам'яті, чого не можна сказати про поверхневий аналіз. Це називається ефектом рівня обробки. Простіше кажучи, щоб створити експліцитні спогади, людині потрібно переживати події: думати про них, говорити про них, писати про них, вивчати їх і т. д. Якщо студент читає підручник, а після цього пише тест, то семантична пам'ять, що стосується того, що було прочитано, поліпшується. Це опрацювання, «метод тесту», поліпшує запам'ятовування інформації. Це явище називається ефектом тестування.
Відтворення: оскільки людина відіграє активну роль в обробці інформації, то внутрішні сигнали, які використовувалися в обробці, також можуть бути використані для ініціювання спонтанного згадування. Коли хтось говорить про події, слова, які він використовуює, допоможуть людині, коли вона спробує згадати цей випадок пізніше. Умови, в яких інформація фіксується в пам'яті, можуть вплинути на спогади. Якщо людина знаходиться в такій же ситуації, в якій вона перебувала, коли вихідна інформація була закарбована, їй набагато простіше буде згадати подію. Це відноситься до специфіки кодування і це також стосується експліцитної пам'яті.

## Механізм утворення і збереження
Экспліцитна пам'ять формується за участю таких структур мозку, як кора великих півкуль, гіпокамп, нюховий мозок, мигдалина, базальний передній мозок. Що стосується збереження пам'яті, то в даному процесі беруть участь і вторинні асоціативні проєкційні зони кори головного мозку. Ці структури відповідають за розумові функції і подальше розпізнавання складної інформації. Кожна область вторинної проєкційної кори (зорова, слухова, сенсомоторна і мозочок з базальними ядрами) відповідає за відповідну пам'ять — зорову, слухову, пам'ять про вироблені рухові навички. Префронтальна кора грає найважливішу роль в хронологізації подій в нашій пам'яті.

## Види порушень
- Гіпомнезія — порушення здатності запам'ятовувати і відтворювати окремі події і факти. При легкій формі гіпомнезії людина погано запам'ятовує імена, номери і т. ін.
- Гіпермнезія — згадування надмірної кількості інформації, проблеми з забуванням. При цьому послаблюється запам'ятовування поточної інформації.
- Амнезія — повне випадання подій і фактів, які мали місце в певний часовий відрізок життя.
  - Ретроградна амнезія
  - Антероградна амнезія
  - Фіксаційна амнезія
  - Прогресуюча амнезія
- Парамнезія — помилкові спогади, змішування минулого і справжнього, реального і вигаданого.
  - Псевдоремінісценція
  - Конфабуляція
  - Криптомнезія[10]